# Грин, Фрэнсис Винтон
Фрэнсис Винтон Грин (англ. Francis Vinton Greene; 27 июня 1850, Провиденс, США — 13 мая 1921, Нью-Йорк) — генерал-майор Армии США, историк и инженер, участник испано-американской войны.

## Биография
Фрэнсис Винтон Грин родился 27 июня 1850 года в Провиденсе, Род-Айленд. Он был младшим сыном Джорджа Сирса Грина и его второй жены Марты Барретт Даны. 
Фрэнсис получил образование в школе Троицы, Нью-Йорк, и в колледже Барлингтон, Нью-Джерси. 
В 1866 году он поступил в Военную академию США, Уэст-Пойнт, окончив её в 1870 году. После этого он был зачислен в 4-й артиллерийский полк, прослужив два года на прибрежных фортах на юге. В 1872 году он был переведён в инженерный корпус, в течение четырёх лет занимаясь разведкой границы с Канадой. В 1874 году он получил звание старшего лейтенанта. 
После периода службы в канцелярии министра обороны в 1876—1877 годах, он был отправлен за границу для наблюдения и донесения о русско-турецкой войне в качестве военного атташе посольства США в Санкт-Петербурге, Российская империя. 30 июня Грин выехал из Нью-Йорка и к 18 июля прибыл в Санкт-Петербург. Служа в русской армии, он участвовал в осаде Плевны, обороне Шипки и в других сражениях. За мужество в бою он был награждён орденами Святой Анны и Святого Владимира. 
После окончания войны Грин вернулся в Санкт-Петербург, где до января 1879 года занимался сбором и переработкой официальных отчётов о войне, а также данных для изучения русской военной системы, для отчёта Военному министерству США. По возвращении в США в том же году отчёт вышел под названием «Русская армия и её походы на Турцию в 1877—1878 гг.» (англ. The Russian Army and its Campaigns in Turkey in 1877–78). 
25 февраля 1879 году он поженился на Белль Евгении. 
Затем Грин в течение шести лет работал помощником инженера-комиссара в Вашингтоне, а также короткое время был инструктором по практической военной инженерии в Военной академии США. В 1883 году он был повышен до капитана. 31 декабря 1886 года он ушёл в отставку. После отставки он стал вице-президентом, а затем и президентом компании Barder Asphalt Paving Company.
После начала испано-американской войны в 1898 году, Грин собрал 71-й Нью-Йоркский добровольческий пехотный полк и 2 мая того же года был назначен его полковником. 27 мая он был назначен бригадным генералом. Он командовал вторым филиппинским экспедиционным корпусом. Грин участвовал в битве при Маниле. 13 августа он был назначен генерал-майором. 28 февраля 1899 года он ушёл из добровольческой армии.
После войны Грин работал на разных должностях. Он был делегатом Республиканского национального собрания в 1900 году. С 1903 по 1904 год он служил комиссаром полиции Нью-Йорка. Он был президентом Niagara-Lockport and Ontario Power Company. 
Умер Фрэнсис Винтон Грин 13 мая 1921 года в Нью-Йорке в возрасте 70 лет.

## Публикации
- The Russian Army and its Campaigns in Turkey. — D. Appleton and Company, 1879.
- Sketches of Army Life in Russia. — W. H. Allen & Co., 1881.
- The Mississippi (Campaigns of the Civil War). — Charles Scribner's Sons, 1882.
- General Greene. — D. Appleton and Company, 1893.
- The American Revolutionary War and the Military Policy of the United States. — Charles Scribners's Sons, 1911.
- Foreword and Epilogue // Why Europe is at War: The Question Considered From the Points of View of France, England, Germany, Japan and the United States. — G. P. Putnam's Sons, 1915. — P. v–xvi and 141–170.
- Our First Year in the Great War. — G. P. Putnam's Sons, 1918.
- Грин также написал биографический очерк в сборнике политических сочинений Теодора Рузвельта под названием «Американские идеалы», первоначально опубликованном в 1897 году и впоследствии переизданном для президентской кампании Рузвельта в 1900 году[5].